# Renovació (setmanari)

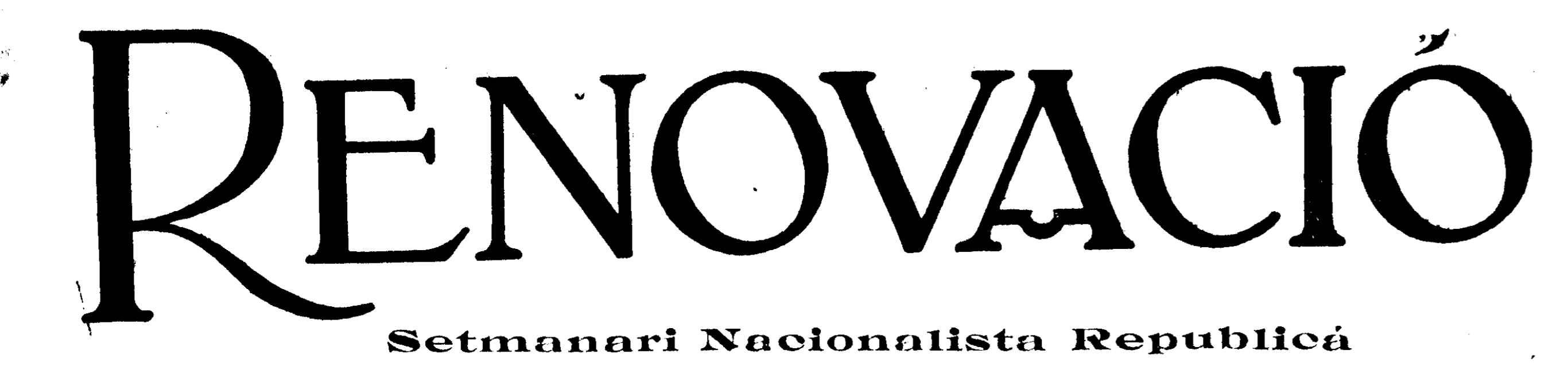

Renovació era un setmanari Nacionalista Republicà que es va començar a publicar el 13 de juliol del 1913 i va tancar l'11 de febrer del 1923 (encara que es va suspendre en diverses ocasions).

## Història
Quan el setmanari Renovació va aparèixer era l'any de la disgregació dels elements catalanistes tarragonins. En el primer número es podia llegir el titular "Salut" seguit de:
| « | D'ençà que els nostres ulls s'obriren a la llum de la raó, som enamorats de Catalunya i per a ella enyorem totes les prerrogatives que puguin dignificar-la com a poble. Homes moderns, considerem indispensable que els desenrrotllo progressiu dels individus i de les col·lactivitats, l'assoliment de les llibertats de tots els ordres, sense altra aturador o fita que'l respecte a al llibertat dels demés... Salut, doncs, per a tots els que lluiten per Catalunya i per la Llibertat... | » |

L'any 1917 mor el líder Dr. Martí i Julià i el 1923 Renovació plega.

## Aspectes tècnics
Aquest setmanari estava escrit en català amb un format de 403x277mm a tres columnes. Més endavant, després de reaparèixer al 1922, tenia un format de 499x340mm a cinc columnes. La primera impremta va ser Josep Pijoan després Llorens i Cabré i, finalment, Editorial Tarragona fins al seu tancament. El seu director era Joan Romaní i Carol, després Josep Gilabert.

## Localització
- Biblioteca Hemeroteca Municipal de Tarragona.
- Biblioteca Pública de Tarragona

1. Virgili. Tarragona i la seva premsa 1900-1980, 1980.